# Isaac Okoro

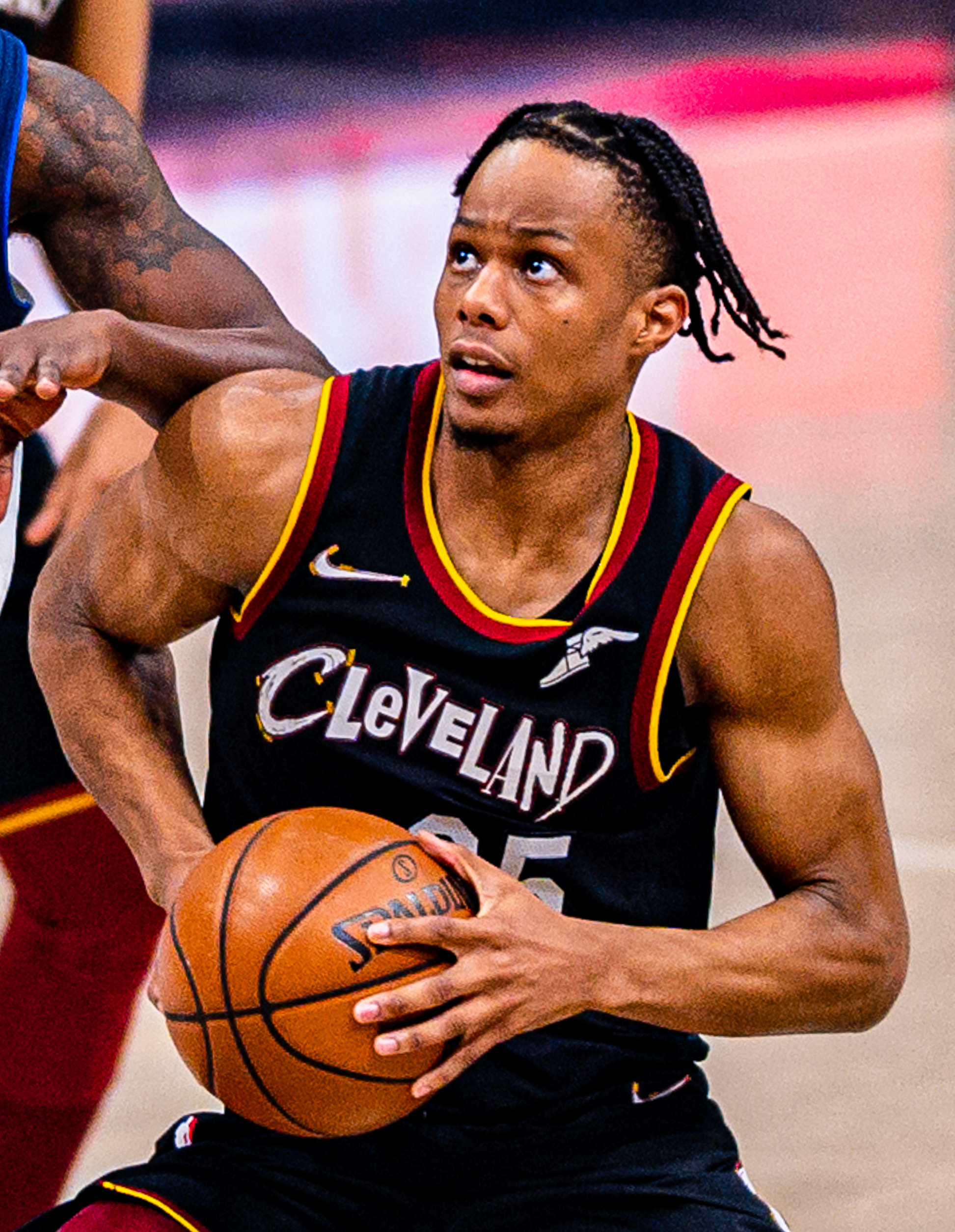
Isaac Okoro, 2021.

Isaac Nnamdi Okoro, född 26 januari 2001 i Atlanta i Georgia, är en amerikansk professionell basketspelare (SF/SG) som spelar för Chicago Bulls i National Basketball Association (NBA). Han har tidigare spelat för Cleveland Cavaliers.
Okoro draftades av Cleveland Cavaliers i första rundan i 2020 års draft som femte spelare totalt.
Innan han blev proffs studerade Okoro vid Auburn University och spelade för deras idrottsförening Auburn Tigers.